# غورغيه لازاريانو لازوريكا
كان غورغيه إيه. لازاريانو لازوريكا أو جورج لازوريكا، المعروف أيضًا باسم لازاريسكو لازوريكا أو لازاريكا (1892 - ؟)، زعيمًا لمجتمع الرّوما (الغجر) في رومانيا، ويُذكر أيضًا بدعمه لليمين المتطرف في رومانيا في فترة ما بين الحربين. كان في الأصل موسيقيًا ومتعهد أعمال حاصل على شهادة جامعية وينحدر من عائلة مندمجة ثقافيًا، ولم يدرك جذوره الاثنية حتى خدمته مع القوات البرية الرومانية في الحرب العالمية الأولى. كان رائدًا في مجال أدب الرّوما، ونشُط داخل الرابطة العامة للغجر في رومانيا عام 1933، لكنه انفصل عنها في نفس العام لتأسيس الاتحاد العام للروما في رومانيا (الأكثر قوة بالنتيجة). من سبتمبر 1933 إلى مايو 1934، كان لازوريكا أيضًا «فويفود (حاكم) الغجر»، واعترفت به مختلف القبائل المحلية على هذا النحو. تشكل عنده كما أتباعه استياء من تصنيفهم اثنيًا على أنهم «غجر»، وطالبوا باستخدام كلمة «الرّوما»، التي اقترحها عليهم لأول مرة نيكولاي كونستانتين باتزاريا. حاول لازوريكا نفسه إدخال مصطلح زغربتي بوصفه إشارة مرجعية إلى أسلاف الشعب الأسطوري.
على الرغم من إرجاع الفضل إليه في استنباط الرمزية السياسية للرّوما وشهرته لتحفيز نشر الهوية القبلية على مستوى العالم، امتنع لازوريكا وأتباعه عن النشاط القومي الرومني، مفضلين التركيز على الإصلاح الاجتماعي، واستجابوا لقدر معين من التكامل مع المجتمع الروماني السائد. تعاون الاتحاد العام مع الكنيسة الأرثوذكسية الرومانية، فنشر المسيحية بين البدو الرحل مما ساعد على توطينهم، وتنافس على المعمودية مع الروم الكاثوليك الرومانيين. منذ عام 1933، مزج لازوريكا هويته الرومنية مع القومية الرومانية، وأخيرًا مع الفاشية: ناضل من أجل حزب الإصلاح الزراعي الوطني وحافظ على تواصله مع الحرس الحديدي، في الوقت الذي قيل إنه يتشبه بأدولف هتلر في شخصيته العامة. همشه الاتحاد العام في 1934، بعد صراع عنيف أُجبر من خلاله على إنكار انتمائه إلى اثنية الرّوما.
سرعان ما تنحى لازوريكا وانخرط في مشاريع أخرى، في ظل أنباء تشير إلى أنه كان يخطط لرحلة بحثية إلى الراج البريطاني، أو أنه أعلن نفسه «رئيسًا» للرّوما الرومانيين. استمر في مساعيه الرامية إلى حشد الدعم لسياسته، وفي عام 1937 أصبح زعيمًا لجمعية مواطني الرّوما في رومانيا. كانت هذه المجموعة الجديدة أكثر وضوحًا وصراحة في أفكارها المعادية للسامية وانتماءها إلى اليمين المتطرف وتشجيعها على الاستيعاب الثقافي والاثني، إذ كانت تنظر إلى الرومانيين والروما على أنهم شعب ذو «مصير مشترك»، ومعرضين لتهديد الأجانب بنفس القدر؛ تبع ذلك جدال ممتد مع أفراد آخرين من الروما، ومع اليساريين الرومانيين، بمن فيهم لازوريكا الذي كان ضحية بلاغ كاذب بالموت. بحلول عام 1938، كانت الجمعية تدعم علنًا الحزب الوطني المسيحي الفاشي، والتي أصبح لازوريكا نفسه عضوًا فيها. في المراحل الأخيرة المعروفة من مسيرته، أصبح لازوريكا من منتقدي الأرثوذكسية، إذ قدم تقارير عن ممارساتها السابقة في امتلاك العبيد وأثار الشكوك حول تحوله إلى الكاثوليكية. عند بداية الحرب العالمية الثانية، اقترح توطين الروما على حدود رومانيا.

## أنشطته

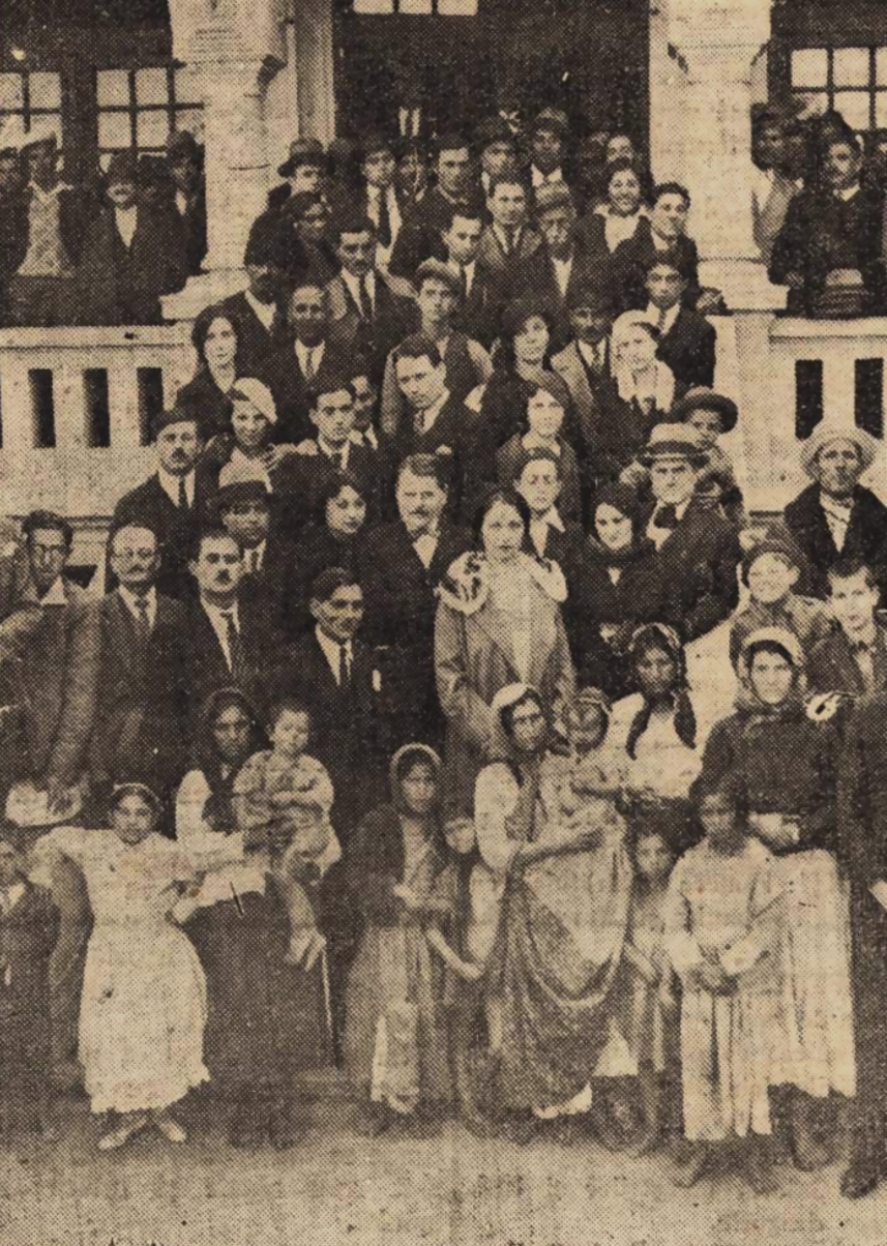
المشاركون في الاجتماع الافتتاحي للاتحاد العام للغجر الروماني الذي عقد في سالا إليانا، مويلور، بوخارست. يمكن التعرف على جورج لازوريكا في وسط الصورة.

### الصعود إلى الشهرة
ولد الناشط المستقبلي في عام 1892 باسم غورغيه لازاريسكو كما ورد، وكان ينتمي إلى قبيلة من الموسيقيين في مجتمع الروما، أو لوتاري؛ يشير أحد تقارير عام 1934 إلى أنه ظل متميزًا في أداءه الموسيقي. تخرج من الكلية التجارية العليا في بوخارست، وبحلول عام 1933، كان يدير مستودعه الخاص بالحراجة في نفس المدينة، في حين كان يُعرّف أحيانًا على أنه «السيد لازوريكا المحامي». وبحسب قول الكاتب الروماني سيزار بترسكو، فقد كان في الأساس رافضًا لاثنيته، كونه «ابن شعب نسي أصله». جُند في حملة الحرب العالمية الأولى، وشارك في القتال في توبرايسار بشمال دبروجة. أُصيب بجراحٍ وتُرك ليموت في الخنادق، «سحبه إلى الخارج عازف التانبال الغجري إيونيتا غورغيه، وأقسم بعد ذلك، تحت نيران الرشاشات، أنه سيكرس حياته لخلاص جيله». في خطاب ألقاه عام 1934 دعا «الشخصيات العامة من أصول غجرية إلى التمسك بعرقهم»، وقدم ادعاءً بأن هناك «أكثر من 200 ألف» موظف مدني من الروما، فذكر منهم «عددًا كبيرًا من المسؤولين رفيعي المستوى وضباط الجيش وغيرهم من المثقفين المعروفين الذين يُطلق عليهم اليوم اسم رومانيين، بعد أن شغلوا مناصب ممتازة».
كانت الصحافة نشاط لازوريكا الرئيسي، ونشرت له كل من يونيفرسل وأديفارول، رغم أنه ساهم في الشعر أيضًا - في عام 1936، وصفته دورية أز إيست بأنه «شاعر غجري ممتاز». ووصفه أحد المعلقين الصحفيين في دريبتاتيا بأنه «راو موهوب على نحو بارز»، كتب ونشر عددًا من «روايات الروما التاريخية». ظل لازوريكا يستخدم اللغة الرومانية، لكنه بات يفخر بتراثه الرومني، وفي وقت ما بعد عام 1930 غير اسمه إلى شكل الاسم المشترك، إذ بدا لازوريكاأشبه بلغة الروما العامية (حسبما ذكر عالم الاجتماع أيون دومينيك، فقد كان هذا الاسم في الأصل لقبًا يستخدمه جده الرومني). تزوج غورغيه أيضًا بمارتا، تشيكوسلوفاكية من الروما. لا يُعرف سوى القليل عن تاريخها، بخلاف أصلها الاثني، وادعائها التحدث بطلاقة في 5 لغات، ومؤهلاتها بالكتابة المختزلة.
تزامنت حياة لازوريكا ومسيرته المهنية مع المحاولات الأولى لإنشاء تجمع سياسي للروما. نُفذت بعض المساعي الأولى في هذا الاتجاه عام 1919 في ترانسلفانيا، والتي كانت في طور الاتحاد مع رومانيا. بيد أن الجمهور نسي «المحافل الغجرية»، التي طالبت بمزيد من الحقوق وتوطين شعب الروما داخل رومانيا الكبرى، حتى أن بعض المشاركين الفاعلين امتنعوا عن مناقشتها لاحقًا في فترة ما بين الحربين. وفي عام 1926 نُفذت أول محاولة موثقة لتنظيم الروما في هيئة سياسية، وذلك عندما أسس لازير نفتنايلا (أو نفتانوايلا)، «فلاح ثري من أصل غجري»، منظمة الريفيين الجدد، التي تركزت حول كالبور. كان نفتنايلا من النشطاء السباقين في الدعوة إلى إنشاء اسم اثني آخر ليحل محل تيغاني («الغجر»، من كلمة  أثينغانوي)، وحاول فرض اسم «الريفيون الجدد»، ليكون بديلًا لا يتسم بالتفرقة.
في العام التالي، تقدمت نقابةٌ من اللوتاري، تحمل اسم جونيميا موزيكالا، للتسجيل في مقاطعة إلفوف. أصبحت هذه النقابة نواة لهيئةٍ أكبر بكثير تدعى الرابطة العامة للغجر في رومانيا، التي تشكلت في أبريل 1933 بصفة غير رسمية على يد كالينيك سيربوانو، كاهن من الكنيسة الأرثوذكسية الرومانية. يُذكر لازوريكا في مقال صحفي بتاريخ 21 مايو، على أنه الأمين العام للرابطة، و«المسؤول الوحيد» عن العمليات. ناشد المقال أيضًا «جميع أصدقاء الرابطة» بالتجمع من أجل احتجاج يونيفرسل ضد النزعة الوحدوية المجرية، «لإثبات أن الغجر رومانيون صالحون، ومخلصون لوطنهم الأم». بعد ذلك أيضًا، قدمت دورية أديفارول الأدبية والفنية تقييم لازوريكا النقدي لكتاب ليه تزيغانيس «المثير للاهتمام» من تأليف سيربوانو. في ذلك الوقت، لم يعنيه كون سيربوانو ليس من الروما (أو غادجو)، وأثنى على قدرته بالتحدث «بلغة الغجر العليا». قدر لازوريكا إجمالي شعب الروما في رومانيا بنحو 800,000، وانتقد المؤلف لاحتساب عددهم بأقل من نصف ذلك؛ بيد أنه أشار بنفسه إلى أن «أقلية الغجر عندنا اندمجت اندماجًا كبيرًا مع السكان الأصليين لدرجة أنها على وشك أن تفقد لغتها وعاداتها».
كان تحريض لازوريكا من خلال الرابطة العامة للغجر في رومانيا جزءًا من محاولة سيربوانو لزراعة نشاط «غجري» حقيقي. وفقًا للمؤرخ بيتري ماتي، فقد «صرح سيربوانو أنه وبالرغم من كونه ليس غجريًا بالأصل، إلا أنه تظاهر كواحد منهم لأنه أراد بذلك كسب ثقة الأشخاص الذين كان يأمل في تنظيمهم. وفي أول لقاء مع جي. إيه. لازوريكا، لم يتظاهر بأنه أكثر من متعاطف مع الغجر». أُشير إلى كل من لازوريكا وغورغيه نيكولسكو على أنهما مناضلا الرابطة، وبعد فترة وجيزة قائدا فصائل؛ يرجع تاريخ الانشقاق بينهما وبين سيربوانو بدقة إلى سبتمبر من نفس العام. حسبما ذكرت عالمة الاثنيات غابرييلا بوانجيو، كانت هذه ذروة الخلاف بين سيربوانو ولازوريكا أحد «القادة الرئيسيين» في الرابطة. واصل سيربوانو ترأس واحدة من المنظمات التي استمرت في استخدام لقب الرابطة. انضم معظم أعضائها إلى الاتحاد العام للغجر في رومانيا، منظمة لازوريكا الأكثر تنافسية. كانت تدار من شقة لازوريكا المكونة من غرفة واحدة في شارع ساربيسكا، ببوخارست، وضم زوجته مارتا إليها بصفة نائبة رئيس قسم النساء.